# برامبلس
برامبلس (انگلیسی: Brambles) شرکت ترابری استرالیایی است، که در سال ۱۸۷۵ تأسیس شد.